# Pieris marginalis
Pieris marginalis Scudder, 1861, è una farfalla della famiglia Pieridae.

## Descrizione

### Adulto
Le generazioni estive sono praticamente bianche da ambo i lati, mentre in quelle primaverili la parte superiore dell'ala anteriore presenta l'apice macchiato di nero. Il lato inferiore delle ali posteriori e l'apice delle ali anteriori presentano nervature più marcate, orlate di giallo-verde o di grigio-verde. I maschi volano alla ricerca di femmine recettive, guidati da feromoni sessuali.
L'apertura alare va da 3,8 a 5,7 cm.

### Uova
Le uova, a forma di birillo e con profonde scanalature, vengono deposte singolarmente sulla pagina inferiore delle foglie delle piante ospite.

### Larva
Dopo la schiusa la larva rimane sulla pianta ospite e si nutre delle sue foglie fino alla metamorfosi.

### Pupa
La pupa è lo stadio in cui avviene l'ibernazione, che permette alla specie di superare l'inverno.

## Distribuzione e habitat
La specie è diffusa dal Canada sudoccidentale (Alberta e Columbia Britannica meridionali) fino agli Stati Uniti occidentali (California, Nuovo Messico, Wyoming e Colorado orientale), anche sulle Montagne Rocciose.
La si può rinvenire su prati, boschi decidui e foreste.

## Biologia

### Periodo di volo
Gli adulti volano da febbraio a settembre, con due generazioni all'anno (una primaverile e una estiva).

### Alimentazione
I bruchi parassitano le foglie di varie specie di Brassicaceae tra cui:
- Dentaria angulata
- Dentaria breweri
- Dentaria pulcherrima
- Rorippa nasturtium-aquaticum.

Gli adulti, di norma, si nutrono del nettare delle specie vegetali sopra citate.

## Tassonomia
La specie viene suddivisa in cinque sottospecie, con diverso areale:
- Pieris marginalis marginalis Scudder, 1861 (Yukon, California, Columbia Britannica, Montagne Rocciose)
- Pieris marginalis castoria Reakirt, 1966 (California)
- Pieris marginalis mcdunnoughi Remington, 1954 (Montagne Rocciose del Colorado)
- Pieris marginalis reicheli Eitschberger, 1983 (Columbia Britannica)
- Pieris marginalis venosa (Scudder, 1861) (California)